# Warrington (Florida)
Warrington és una concentració de població designada pel cens dels Estats Units a l'estat de Florida. Segons el cens del 2000 tenia 15.207 habitants.

## Demografia
Segons el cens del 2000, Warrington tenia 15.207 habitants, 6.547 habitatges, i 4.046 famílies. La densitat de població era de 893,7 habitants/km².
Dels 6.547 habitatges en un 28,4% hi vivien nens de menys de 18 anys, en un 38,7% hi vivien parelles casades, en un 18,5% dones solteres, i en un 38,2% no eren unitats familiars. En el 31,3% dels habitatges hi vivien persones soles el 12% de les quals corresponia a persones de 65 anys o més que vivien soles. El nombre mitjà de persones vivint en cada habitatge era de 2,32 i el nombre mitjà de persones que vivien en cada família era de 2,89.
Per edats la població es repartia de la següent manera: un 25,7% tenia menys de 18 anys, un 9,4% entre 18 i 24, un 27,7% entre 25 i 44, un 21,8% de 45 a 60 i un 15,4% 65 anys o més.
L'edat mediana era de 36 anys. Per cada 100 dones de 18 o més anys hi havia 87,2 homes.
La renda mediana per habitatge era de 30.459 $ i la renda mediana per família de 35.892 $. Els homes tenien una renda mediana de 29.083 $ mentre que les dones 19.375 $. La renda per capita de la població era de 17.876 $. Entorn del 17,5% de les famílies i el 20,6% de la població estaven per davall del llindar de pobresa.

## Poblacions més properes
El següent diagrama mostra les poblacions més properes.